# 看火人
《看火人》是一款由Campo Santo开发，Panic发行的第一人称冒险游戏，于2016年2月9日发行于Microsoft Windows、OS X、Linux和PlayStation 4平台，9月21日发行于Xbox One平台，并于2018年12月17日登陆任天堂Switch。
游戏故事发生于1988年黄石公园大火之后的1989年，主角为肖松尼国家森林的火警瞭望员亨利。从他上班第一天起，怪事陆续在他和上司黛利拉周围发生，这些事情引出了多年前的一个秘密。亨利使用对讲机与黛利拉交互，玩家从对话框选项中选择对话与之交流。他与黛利拉的交流会影响两人的关系发展。游戏由奥利·莫斯和肖恩·瓦纳曼监制，克里斯·雷莫、杰克·罗德金、莫斯和瓦纳曼编剧，加布·麦吉尔与简·吴任制作人。游戏环境由吴以莫斯的一幅画为蓝本建立。本作设计灵感来自美国国家公园管理局在罗斯福新政时期的广告和团队在优胜美地国家公园进行的实地研究。
游戏总体上受到好评，其故事、人物、对话、玩法和艺术风格得到称赞，但结局受到批评。《看火人》在2016年的Unity奖中获得最佳3D视觉体验奖，在金摇杆奖中获评最佳独立游戏。截至2016年底，游戏销量超过100万。基于游戏改编的电影正在由Campo Santo和独立电影制片商制作。

## 游戏玩法

亨利使用对讲机与黛利拉互动

《看火人》是一款第一人称冒险游戏，故事发生在1989年美国怀俄明州。玩家扮演肖松尼国家森林的一名火警瞭望员亨利（Henry）。亨利在例行巡逻时，发现了远方有一个模糊的身影，通过对周边地区的勘查，他逐渐发现了附近神秘事件的线索。
亨利唯一的交流方式是一个连接到他上司黛利拉（Delilah）的对讲机。当发现新的可互动的物体或环境时，玩家可从多个对话框选项中选择与她互动，或者不回答。玩家的选择将影响亨利与黛利拉的关系。随着剧情的推进，新的地区会对玩家开放。游戏还设有一个昼夜系统。玩家在荒野中发现的物品可以保存在库存中以供日后使用。

## 剧情
1989年，继1988年黄石公园大火后，亨利（里奇·索莫）接受了肖松尼国家森林一个火警瞭望员的工作，他的妻子朱莉娅身患早发性阿兹海默病。工作第一天，另一个瞭望塔的瞭望员黛利拉（西茜·琼斯）通过对讲机联系到他，并要求他查处在湖边非法燃放烟花的人。亨利到达后发现两个醉酒的少女，而后者指责他在说谎。在回家路上，他遇到一个上锁的洞穴，并发现一个模糊的身影。回到瞭望塔时亨利发现他的屋子遭到劫掠。次日，黛利拉要求亨利调查出现故障的通信线路。他发现线路已切断，还有一张少女们留下的纸条。他和黛利拉计划吓跑少女，但亨利发现少女的营地已經遗弃。
亨利找到了一个属于名叫布莱恩·古德温（Brian Goodwin）的男孩的旧背包，黛利拉解释道他是同为瞭望员的内德（Ned，麦克·布兰特（Mac Brandt））的儿子；员工带孩子到塔中是违反规定的，但黛利拉很喜欢布莱恩并谎报他并不存在。一天他和内德突然离开，再也没有回来。报道称少女失踪。由于担心受到调查，黛利拉伪造报告称她和亨利都没有遇到过少女。次日湖边，亨利发现一个剪贴板，笔记有他与黛利拉的谈话记录。之后他被不明袭击者打昏，醒来时东西都不见了。在剪贴板信笺提及的草地中，他发现一个由围栏隔开的政府研究區。他闯入后发现了监控设备和几份详述他和黛利拉的对话以及他们私人生活的报告。亨利和黛利拉讨论是否摧毁这一营地，最后否决。正当亨利回家时，他发现有人放火烧了营地。他使用从营地中拿到的跟踪装置找到一个装有洞穴钥匙的背包。黛利拉报告她在亨利的塔中发现了一个人。亨利抵达时发现一个随身听，里面有亨利和黛利拉关于破坏政府营地讨论的罪证记录。
亨利进入山洞后，有人重新锁住了大门。他通过另一个出口逃脱，并发现了布莱恩的旧营地。他利用在旧营地发现的登山设备深入洞穴，在一个洞穴底部发现了布莱恩腐烂的尸体。黛利拉对这一消息感到心烦意乱，责备自己让布莱恩留下来。第二天，政府营地的大火失控，所有瞭望员收到了撤离指令。当亨利准备离开时，跟踪装置发出蜂鸣声。他遵循信号，发现了内德的磁带。内德说布莱恩去世后他不愿回到社会中，一直秘密地住在荒野。之后亨利发现了内德的秘密营地，内德一直在使用无线电设备，以确保没有人找到他，并制造笔录来吓唬亨利离开。亨利去黛利拉的瞭望塔，发现她已离开。他们通过无线电道别，最后亨利乘直升机离去。

## 开发与发布

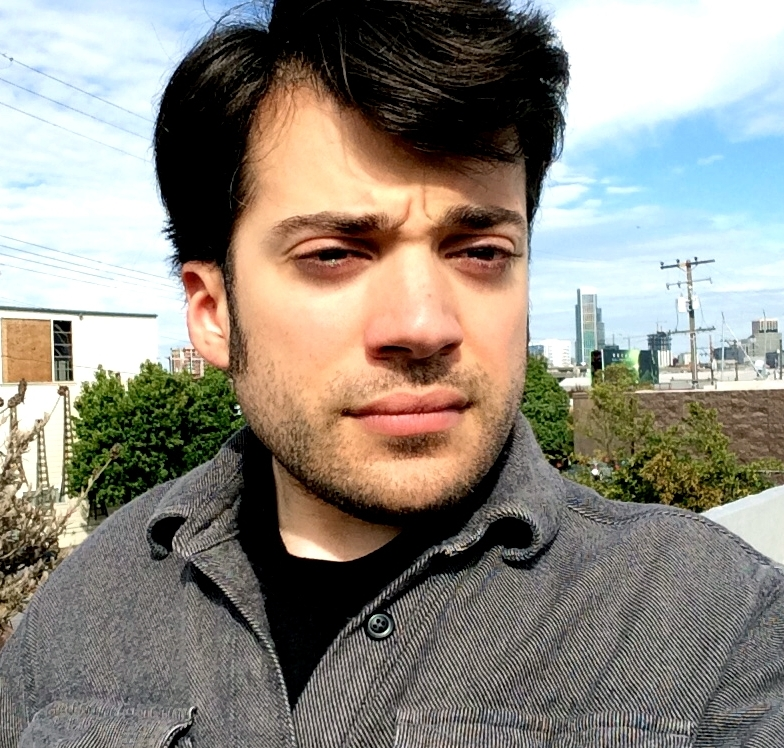
克里斯·雷莫参与游戏设计、剧本编写以及配乐工作。

《看火人》是制作的第一款电子游戏。公司由曾担任《行尸走肉》创意指导的杰克·罗德金与肖恩·瓦纳曼创立；主创人员有设计师内尔斯·安德森，他曾是《忍者之印》的首席设计师；美术设计奥利·莫斯；克里斯·雷莫参与了多个方面的设计，还主持了配乐。
《看火人》的开发始于莫斯的一幅画。首席环境美术设计师简·吴将莫斯的作品转换成3D环境，同时保留了自己的风格艺术。莫斯以前主要从事平面设计，在游戏开发周边工作多年后，他与瓦纳曼和罗德金一起入职。在创建图画时，莫斯效仿了美国国家公园管理局在罗斯福新政时期海报的调色板与插图。为寻找灵感，开发团队曾到优胜美地国家公园野营，在那里他们参观了一个瞭望塔，后来它成为了游戏中瞭望塔的原型。游戏更多的灵感来自瓦纳曼与安德森在怀俄明州农村的成长经历。
《看火人》使用Unity游戏引擎制作。吴不赞成用工具创建树木，因此他手工绘制了23种树木的模型，这些模型在游戏中使用了多达4600次。他还使用自定义着色器生产更多模式化和简化的叶子。游戏中的火警瞭望塔根据政府规范建造，使用标准木材尺寸。
游戏中以对讲机进行互动的灵感源自《生化奇兵》中玩家与阿特拉斯的关系以及《行尸走肉》中的对话系统。团队原想让主角与徒步旅行者等多个角色对话，但是由于经费和工作进度要求而放弃了这一想法。由于规模和资源有限，团队希望避免对口型，并最大限度地减少动画。
游戏的开篇歌曲出自乔伊·俊（Joy Chun）和内特·博斯利（Nate Bosley）2014年的合成波专辑，描述了一个虚构的20世纪80年代的合成流行乐艺术“廉价谈话”。泰勒·戴恩的《Tell It to My Heart》也作為背景音乐使用，但瓦纳曼坦言这首歌太有压倒性，并且花掉了很多许可费。雷莫意识到授权歌曲的费用太昂贵，于是找到一首未签约的独立歌手的20世纪80年代风格的歌曲，引出《Push Play》。游戏音乐组合了电吉他、原声吉他、贝斯和电钢琴，并用罗兹钢琴的音频样本作为实际钢琴的替代品。雷莫自己演奏了所有的乐器。
游戏于2014年3月公布，暂定发布日期为2015年。在游戏开发者大会上，安排了一个公开游戏测试，吴主持了一个关于游戏设计和审美的题为“看火人的艺术”的小组。2015年6月，团队参加E3。他们确认会开发PlayStation 4版本，但这将是唯一的主机版本。然而，Xbox One版本后来于2016年9月21日在北美发布，具有语音导览和自由漫游模式。由于分级问题，此版本在欧洲推迟到9月30日发行，在澳大利亚和新西兰则後延至10月14日发行。
HTC Vive和Oculus Rift虚拟现实耳机的用户可以通过Steam应用程序游览亨利的瞭望塔。为此，场景在Source游戏引擎上重建。《看火人》在11月10日更新与PlayStation 4 Pro兼容，通过4K分辨率和高动态范围成像增强游戏性能。不久后游戏对PlayStation 4 Pro和Steam启用了自由漫游模式。
公司与Limited Run Games合作，在PlayStation 4上分发近1万份实体游戏。2016年12月16日有4800份可订购，2017年1月16日在线商店会出售2500份。

## 反响
根据评论汇总网站Metacritic的数据，《看火人》获得了“普遍好评”。
Destructoid的史蒂文·汉森（Steven Hansen）赞扬了这一基于选择的对话树游戏，同时称赞了对话及声音表演。汉森说本作最令人印象深刻的地方是一种围绕自我孤立的“主题凝聚力”。声音设计给人一种希区柯克式的恐惧感。Game Informer的杰夫·科克（Jeff Cork）写到，“我马上被吸引到游戏世界中，部分是因为它的简单文字介绍的力量，还因为参与平凡故事的新奇”。科克认为游戏的交互式对话虽然简单，但它“把真实的生活纳入游戏中”，对话“自然”且“有吸引力”。他喜欢探索森林环境，但觉得就故事的高度而言，结局并不令人满意。
GameSpot的斯科特巴特沃斯（Scott Butterworth）认为模拟导航工具手持罗盘和纸质地图让人“身临其境”，但“偶尔会受挫”。他发现视觉美感有助于实现更有价值的探索，并指出声音设计补充了环境的不足。通过对话来判断角色的走向的做法“大胆”而又“令人钦佩”，他认为其充当“一个病人，反思两个人是如何从陌生到互相信任与关心的”。巴特沃斯称配音非常棒，从声音可以看出角色情感的微妙变化，他已经与角色产生了强烈的关联。GamesRadar的贾斯汀·托维尔（Justin Towell）把《看火人》描述为“我玩过的最迷人的游戏之一”，赞扬配音成功地定义了每个人物的性格特征。托维尔补充道音乐和声音设计在此情境下都有较好的发挥。然而，他也指出了几个让他失望的明显的连续性问题。IGN的瑞安·麦卡弗里（Ryan McCaffrey）称赞了由设定引出的现实主义的感觉，尽管关卡设计和艺术作品有些模式化。剧本借由配音得到增强。谈及剧情，麦卡弗里说，”紧张、害怕、有趣，这些情感有时会在几分钟内交织在一起。不是所有游戏都能做到这一点“。麦卡弗里认为结局过于仓促，没能找到他所希望的启示。Polygon的柯林·坎贝尔（Colin Campbell）表扬了使用幽默与同情发展角色，保持了“电子游戏中很少见的信念与真实性”。坎贝尔认为游戏的神秘性塑造地很成功，故事“优雅”，“让人满意”。但他认为结局不够成功。

### 销量
游戏在发布后一个月内销量超过50万。截至2016年底，游戏全球销量超过100万。2018年，游戏的跨平台銷量銷量超過250萬。

### 荣誉
| 年份   | 奖项                          | 类别                              | 结果 | 来源          |
| ------ | ----------------------------- | --------------------------------- | ---- | ------------- |
| 2016年 | 2016年Unity奖                 | 最佳桌面/主机游戏                 | 提名 | [ 44 ]        |
| 2016年 | 2016年Unity奖                 | 最佳3D视觉体验                    | 獲獎 | [ 44 ]        |
| 2016年 | 2016年金摇杆奖                | 最佳原创游戏                      | 提名 | [ 45 ] [ 46 ] |
| 2016年 | 2016年金摇杆奖                | 最佳故事                          | 提名 | [ 45 ] [ 46 ] |
| 2016年 | 2016年金摇杆奖                | 最佳视觉设计                      | 提名 | [ 45 ] [ 46 ] |
| 2016年 | 2016年金摇杆奖                | 最佳独立游戏                      | 獲獎 | [ 45 ] [ 46 ] |
| 2016年 | 2016年金摇杆奖                | 年度PlayStation游戏               | 提名 | [ 45 ] [ 46 ] |
| 2016年 | 2016年游戏大奖                | 最佳叙事                          | 提名 | [ 47 ]        |
| 2016年 | 2016年游戏大奖                | 最佳艺术指导                      | 提名 | [ 47 ]        |
| 2016年 | 2016年游戏大奖                | 最佳表演（西茜·琼斯饰黛利拉）     | 提名 | [ 47 ]        |
| 2016年 | 2016年游戏大奖                | 最佳表演（里奇·索莫饰亨利）       | 提名 | [ 47 ]        |
| 2016年 | 2016年游戏大奖                | 最佳独立游戏                      | 提名 | [ 47 ]        |
| 2016年 | PC Gamer 2016年度最佳         | 最佳剧本                          | 獲獎 | [ 48 ]        |
| 2016年 | Giant Bomb 2016年度最佳游戏奖 | 最佳音乐                          | 提名 | [ 49 ]        |
| 2016年 | Giant Bomb 2016年度最佳游戏奖 | 最佳故事                          | 提名 | [ 50 ]        |
| 2017年 | Polygon 2016年度最佳          | 年度游戏                          | 獲獎 | [ 51 ]        |
| 2017年 | PlayStation Blog 2016年度最佳 | 最佳独立游戏                      | 獲獎 | [ 52 ]        |
| 2017年 | D.I.C.E.奖                    | 艺术指导杰出成就                  | 提名 | [ 53 ]        |
| 2017年 | D.I.C.E.奖                    | 角色杰出成就（黛利拉）            | 提名 | [ 53 ]        |
| 2017年 | D.I.C.E.奖                    | 角色杰出成就（亨利）              | 提名 | [ 53 ]        |
| 2017年 | D.I.C.E.奖                    | 故事杰出成就                      | 提名 | [ 53 ]        |
| 2017年 | D.I.C.E.奖                    | 年度冒险游戏                      | 提名 | [ 53 ]        |
| 2017年 | D.I.C.E.奖                    | D.I.C.E.特别奖                    | 提名 | [ 53 ]        |
| 2017年 | 游戏开发者选择奖              | 创新奖                            | 提名 | [ 54 ] [ 55 ] |
| 2017年 | 游戏开发者选择奖              | 最佳叙事                          | 獲獎 | [ 54 ] [ 55 ] |
| 2017年 | 游戏开发者选择奖              | 最佳视觉艺术                      | 提名 | [ 54 ] [ 55 ] |
| 2017年 | 游戏开发者选择奖              | 年度游戏                          | 提名 | [ 54 ] [ 55 ] |
| 2017年 | NAVGTR奖                      | 主要剧情表演（西茜·琼斯饰黛利拉） | 提名 | [ 56 ]        |
| 2017年 | NAVGTR奖                      | 主要剧情表演（里奇·索莫饰亨利）   | 獲獎 | [ 56 ]        |
| 2017年 | NAVGTR奖                      | 剧情写作                          | 獲獎 | [ 56 ]        |
| 2017年 | NAVGTR奖                      | 原创冒险游戏                      | 獲獎 | [ 56 ]        |
| 2017年 | 英国电子游戏学院奖            | 最佳游戏                          | 提名 | [ 57 ]        |
| 2017年 | 英国电子游戏学院奖            | 首发游戏                          | 獲獎 | [ 57 ]        |
| 2017年 | 英国电子游戏学院奖            | 游戏创新                          | 提名 | [ 57 ]        |
| 2017年 | 英国电子游戏学院奖            | 叙事                              | 提名 | [ 57 ]        |
| 2017年 | 英国电子游戏学院奖            | 原创产权                          | 提名 | [ 57 ]        |
| 2017年 | 英国电子游戏学院奖            | 表演者（西茜·琼斯饰黛利拉）       | 獲獎 | [ 57 ]        |

## 电影
2016年9月，Campo Santo宣布正与制片公司合作，将游戏改编成电影。2020年8月，報導稱正與Campo Santo攜手籌備改編電影。